# Grippe canine
 (juin 2022).
- Si vous ne connaissez pas le sujet, laissez ce bandeau (vous pouvez alors contacter les auteurs).
- Si vous supprimez le contenu mis en cause (vous pouvez préalablement contacter les auteurs),

argumentez précisément cette suppression dans la page de discussion
(un manque de référence n'est pas un argument ; une recherche réelle de référence doit avoir été effectuée, être formellement documentée).
 (juin 2022).
Si vous disposez d'ouvrages ou d'articles de référence ou si vous connaissez des sites web de qualité traitant du thème abordé ici, merci de compléter l'article en donnant les références utiles à sa vérifiabilité et en les liant à la section « Notes et références ».

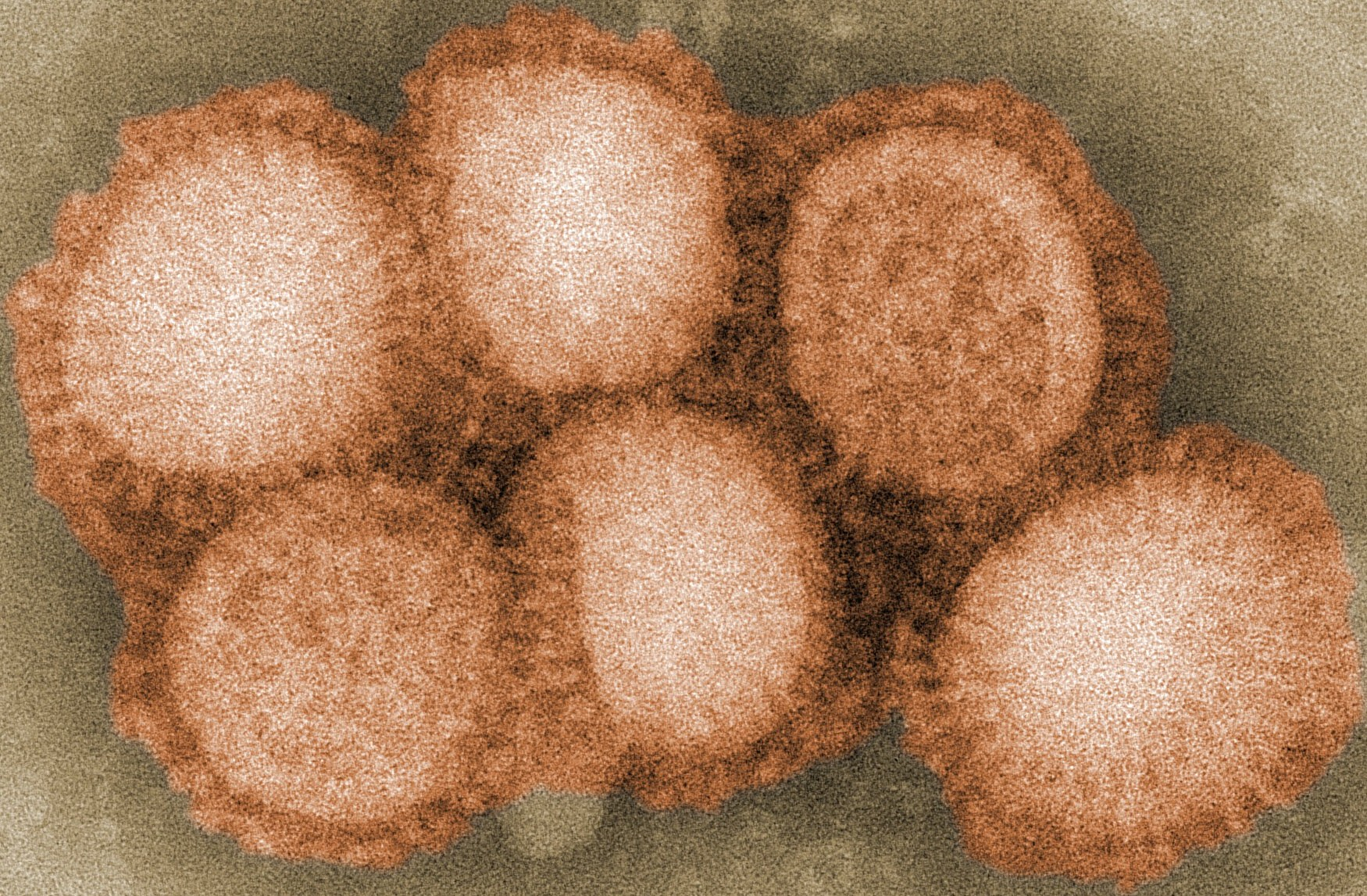
Virus grippal.

La grippe canine est un virus grippal qui provoque des troubles respiratoires aiguës chez les chiens, parfois classé comme pathogène émergent,.
Un sous-type de virus grippal peut être considéré comme émergent ou « ré-emergent » chez le chat ou le chien, deux espèces commensales de l'humain.

## Symptômes
80 % environ des chiens infectés par le H3N8 présentaient des symptômes, généralement légers, tandis que 20 % présentaient des infections asymptomatiques ou subcliniques. Le taux de mortalité pour les Greyhounds des premiers foyers était de 5 à 8 %. Hors de cas particulier liés à des virus plus pathogènes, le taux de létalité global est supposé être probablement inférieure à 1 %. Les symptômes de la forme bénigne sont une toux (qui dure de 10 à 30 jours, parfois associé à un écoulement nasal verdâtre). 
Les formes plus graves sont associées à une forte fièvre et une pneumonie qui n'est pas causée par le virus lui-même mais par des surinfections bactériennes secondaires. Dans ce dernier cas, le taux de mortalité peut atteindre 50 % sans traitement approprié.
Dans les cas mortels, l'autopsie a montré des vascularites et des pneumonies hémorragiques sévères[réf. nécessaire].

## Diagnostic
La présence d'une infection des voies respiratoires supérieures chez un chien qui a été vacciné contre les autres causes principales toux (toux de chenil) peut faire suspecter une grippe canine, en particulier dans les zones et périodes où la maladie est déjà signalée. Un échantillon de sérum sanguin analysé par PCR et tests pour ce virus peut confirmer le diagnostic.

## Histoire

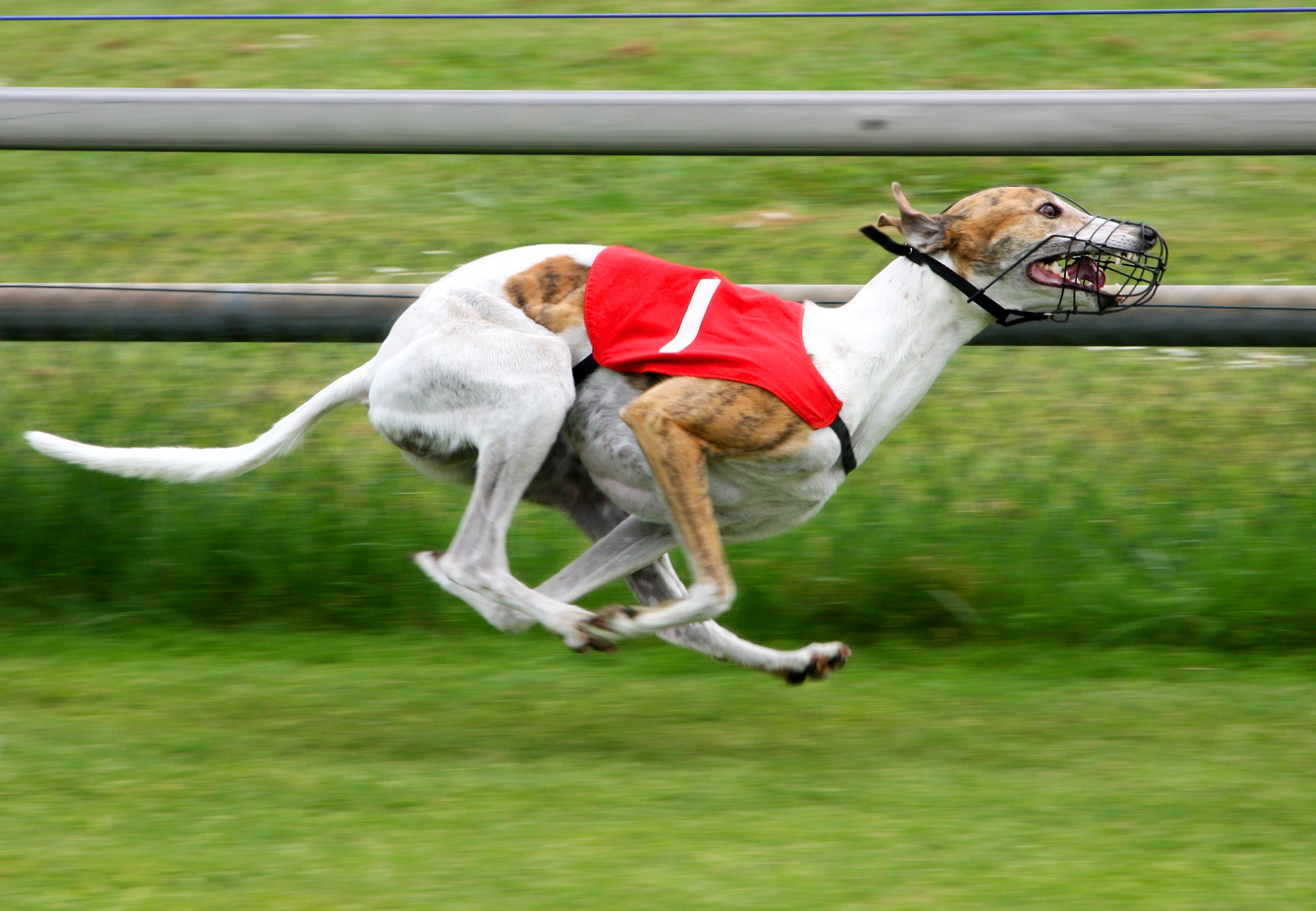
Lévrier lors d'une course.

Les virus grippaux canins ne sont étudiés que depuis une époque récente, avec des sous-types viraux identifiés aux États-Unis et en Corée. 
L'attention des spécialistes a été attirée par une épidémie née après une course de lévriers en Floride, avec un nouveau variant H3 de la grippe s’est rapidement propagé du cheval au chien et de chien à chien aux États-Unis en 2004, puis en 2005. Le virus est toujours présent en 2007 où il avait infecté des chiens dans plus de 10 états des États-Unis en 2006 et plus de 20 états en 2006.
La surveillance écoépidémiologique de la grippe s'intensifiant, il est probable qu'on découvre bientôt plus de virus grippaux chez les chiens (autrefois non détectés) ou chez des canidés sauvages ou issus du marronnage.

## Historique
En janvier 2004, 22 lévriers sont victimes en Floride d’une maladie respiratoire sur un champ de course. 
- 14 d'entre eux avaient contracté une forme bénigne de grippe (pic fébrile, puis toux persistante durant 10 jours).
- 8 autres en sont rapidement morts avec des symptômes évoquant un virus HP (Hautement pathogène) : hémorragies pulmonaires, ainsi que des signes à l'autopsie d'inflammation des alvéoles (bronchiolite) et de pneumonie suppurative (due à une surinfection bactérienne).
- Un test a mis en évidence une grippe A, puis Cynda Crawford et son équipe ont montré grâce à des antigènes spécifiques, que le virus était  un virus grippal de type H3 dont l'Hémagglutinine était du même type que celle de la grippe du cheval.
- Fin août 2005, 11 États de la côte est des États-Unis sont touchés, dont le Texas.
- Depuis le virus s’est propagé chez de nombreux lévriers.
- De juin à août 2004, en 2 mois, l'épidémie se répand sur au moins 14 autres champs de course dans 6 États américains (dont Texas, Kansas, Virginie-Occidentale et Floride) ; plus de 10 000 chiens sont touchés.
- Le taux a doublé en 2005 avec 20 champs de course touchés dans 11 États.

(De janvier à  mai 2005, sept champs de course ont été touchés en Floride, et bien d’autres encore en Arizona, Massachusetts, Alabama, Kansas, Virginie-Occidentale et le Wisconsin). Environ 20 000 chiens supplémentaires auraient contracté ce virus (avec une mortalité de 5 à 8 %). 
- Dimanche 25 septembre 2005 ; les CDC (Centers for Disease Control and Prevention américains) annoncent  que ce virus est déjà très présent dans des chenils de chiens de compagnie du Connecticut, et dans la région de Westchester (près de New-York).

Une surveillance virologique des chiens et chevaux a eu lieu de 2005 à 2008 aux États-Unis. L'analyse phylogénétique de génomes de souches virales A H3N8 isolés à partir de 36 chiens et chevaux (séquencés pour déterminer leur origine et phylogénie) a révélé que les virus grippaux H3N8 chez des chevaux et les chiens ont été dans ces cas monophylétique et distincts. On n'a pas trouvé de traces d'infection grippale par virus canin chez les chevaux souffrant de maladies respiratoires ni de nouvelles introductions de virus équins chez des chiens aux États-Unis. Ceci laisse supposer que le franchissement de la barrière des espèces entre chien et chevaux reste rare et difficile pour les grippes cliniquement apparentes chez les chiens et chevaux.

### Caractéristiques et origine du virus
Le séquençage de la totalité du génome viral en 2005 montre qu’il s’agit bien d’un H3N8 mutant, proche du A H3N8 de la grippe équine qui affecte les chevaux depuis une quarantaine d'années. Les chiens auraient pu s'infecter en respirant des particules de crottin de cheval ou de mucus sur les pistes de course. 
En 2005,  Patti Cynthia Crawford et son équipe estiment que le virus est passé directement du cheval au chien, sans recombinaison. Les modifications moléculaires des hémagglutinines observées laissent penser que l’adaptation s’est faite dans l’organisme canin.
Une comparaison avec les séquences génétiques de virus d'autres espèces et les arbres généalogiques génétiques montrent une identité de 96 % entre ce virus qui touche le chien et celui du cheval. 
Pour Cynda Crawford «c’est le même virus. Nous avions 3 isolats au départ, pour lesquels il y a cette identité et de nombreux autres aujourd'hui qui le confirment ».
La comparaison des mêmes gènes viraux aviaires, porcins ou humains montre 80 à 94 % de séquences communes avec celles de ce qu’il convient d’appeler  un nouveau virus canin.

### Transmission du virus entre espèces
Le virus peut être acquis de l'oiseau (en le prenant dans la gueule, ou en lapant de l'eau contaminée par des fientes ou en nageant dans cette eau...), de l'Homme ou du chat, mais aussi d'autres espèces telles que le cochon ou le cheval (comme cela a été clairement démontré en 2004.
Inversement, le chien grippé, peut en excrêtant des virions infecter un chat ou d'autres espèces.

### Virulence
Elle varie selon les souches, mais, fait jugé rare par les spécialistes : ce virus est passé tout entier, sans réarrangements génétiques, de son hôte, le cheval, vers un nouvel hôte, le chien, sans perdre de son pouvoir pathogène a expliqué Cynda Crawford au Figaro, alors que  [« dans la majorité des cas de transmission entre espèces, le virus se retrouve dans un cul-de-sac, il ne peut pas continuer à se propager facilement dans un nouvel hôte, et encore moins se transmettre d'un individu à l'autre dans la nouvelle espèce qui l'abrite ». 
Les modifications moléculaires des hémagglutinines (le H dans la dénomination du virus) suggèrent que l’adaptation s’est faite dans le nouvel hôte canin.

### Situation écoépidémiologique en 2006
Vendredi 9 juin 2006 : Alors qu’on espérait une accalmie avec la belle saison, un chenil sud-Californien déclare un nouveau foyer grippal à virus A H3N8. 
Deux chiens ont été testés positifs au virus. : Soixante deux autres dans ce même chenil présentaient des symptômes d'infection (toux, congestion nasale) évoquant cette grippe, ce qui a justifié la mise en quarantaine du chenil. 

### Risques pour l'Homme
À ce jour, selon les CDC américains, rien ne laisse penser que ce variant du H3N8 puisse passer du cheval à l’homme ou du chien à l’homme.
Si le virus mutait ou se recombinait pour s'humaniser, il faudrait prendre en compte un risque de contamination par le mucus pulmonaire, mais aussi par les excréments et par les poils à la suite de leur contamination possible lors du toilettage.

## Contagiosité, transmission à d'autres races de chiens
Dès 2005, la communauté scientifique craint une extension au Canada.

Quelques cas observés dès 2005 chez des chiens domestiques laissent craindre une possible épizootie chez les chiens… voire chez d’autres canidés, sauvages ? (loup, chacal, dingo, renard.)
Les grippes canines sont transmises par des chiens infectés à d'autres (éventuellement plus "sensibles), par contacts directs ou indirects (fomites). On a récemment expérimentalement montré que la transmission se produit facilement au sein d'un groupe de chiens dont l'un est infecté (4 chiens expérimentalement infectés ont été mêlés à un groupe de huit chiens sains (au 1 et jour après l'infection) puis les symptômes respiratoires ont été observés chez les 2 groupes. L'apparition de signes cliniques, l'excrétion du virus, la séroconversion et l'apparition de lésions pulmonaires ont été observées plus tôt chez les chiens expérimentalement infectés, mais la sévérité des signes cliniques et des lésions pulmonaires étaient très semblables au sein des deux groupes. Dans ce cas, 100 % des chiens infectés expérimentalement et 75 % des de ceux exposés au contact de chiens infectés ont excrété le virus dans leurs sécrétions nasales. En outre, 100 % des chiens infectés expérimentalement et 75 % des chiens exposés au contact ont présenté, à des degrés divers des pneumonies. Ceci laisse penser que le virus peut se propager facilement à partir de chiens infectés vers d'autres chiens sensibles, par contacts directs. 

### Traitement
Mi 2006, il n'existe officiellement toujours ni vaccin, ni traitement, bien que le Tamiflu ait été utilisé en 2005.

## Le chien et le H5N1
Le chien pourrait jouer un rôle dans la propagation d’une épidémie ou pandémie grippale de H5N1.
Une étude néerlandaise a porté sur la sensibilité du chien au H5N1 et sur la présence de récepteurs spécifiques du virus chez le chien. 
Des études non publiées avaient déjà montré qu'un nombre significatif de chiens examinés en Thaïlande étaient porteurs d’anticorps contre H5N1, ce qui montre qu’ils ont été infectés et ont spontanément guéri. Mais on ignorait si de tels chiens pouvaient contribuer à répandre le virus.

Le H5N1 actif  a ensuite été isolé chez un chien en Thaïlande.
En laboratoire, des chercheurs néerlandais ont inoculé une souche de H5N1 à 3 chiens (beagles) ; chien souvent utilisé comme chien de chasse et le plus recherché en Europe pour la petite vénerie). 
Ces chiens étaient âgés de 16 semaines. Ils étaient certifiés « SPF.»

La moitié de la dose virale (0,5 ml) a été inoculée dans les narines, et l’autre dans la trachée).
Résultats : Ces chiens ont rapidement et dans l’un des cas jusqu’à 4 jours après l’expérience excrété des virus H5N1 (présents dans les excréments, la gorge et le pharynx et les narines). Ces virus se sont développés à la fois dans les parties hautes et basses du tractus respiratoire bien qu’aucun des chiens n’ait présenté aucune lésions respiratoires notables, ni aucun symptôme grippal (pas même de fièvre).
Des anticorps étaient détectés dans le sérum 7 jours après l’inoculation dans un cas et 14 jours après chez les 3 chiens ; une étude post mortem 14 jours après l’inoculation n’a pas révélé de modifications pathologiques ou  histopathologique nettes dans le tractus respiratoire et les organes observés (mais il aurait pu y en avoir peu après l’inoculation).
Des études antérieures citées par les chercheurs hollandais laissaient penser que les récepteurs du virus n’existaient chez le chat et l’humain que dans la partie basse des poumons (ce qui est réputé rendre l’individu malade moins contagieux pour ses congénères), mais ceci est mis en doute par cette étude qui a trouvé une fixation possible du H5N1 dans toutes les parties du système pulmonaire du chien.
Conclusions provisoires : Des chiens (les beagles au moins), porteurs d’une infection sub-clinique par le H5N1 peuvent contribuer à diffuser le virus concluent R. Maas et son équipe. Comme certains canards ou d’autres animaux (chat), le chien pourrait donc aussi être un porteur asymptomatique, mais contagieux du H5N1. Le cas du chien de chasse devrait aussi être reconsidéré suggèrent les auteurs. 
Sa proximité avec l’Homme, comme celle du chat devait faire considérer ces animaux dans les mesures de prévention et de traitement d’une pandémie ajoutent les chercheurs.

Précautions : l’étude n’a porté que sur 3 chiens d’une même race (et même lignée ?), alors qu'il pourrait y avoir chez le chien comme chez l’Homme des prédispositions génétiques. De plus, ces chiens de laboratoires étaient indemnes d'autres pathogènes (des infections plus apparentes auraient peut-être été détectées en cas de co-infection par des pathogènes bactériens).

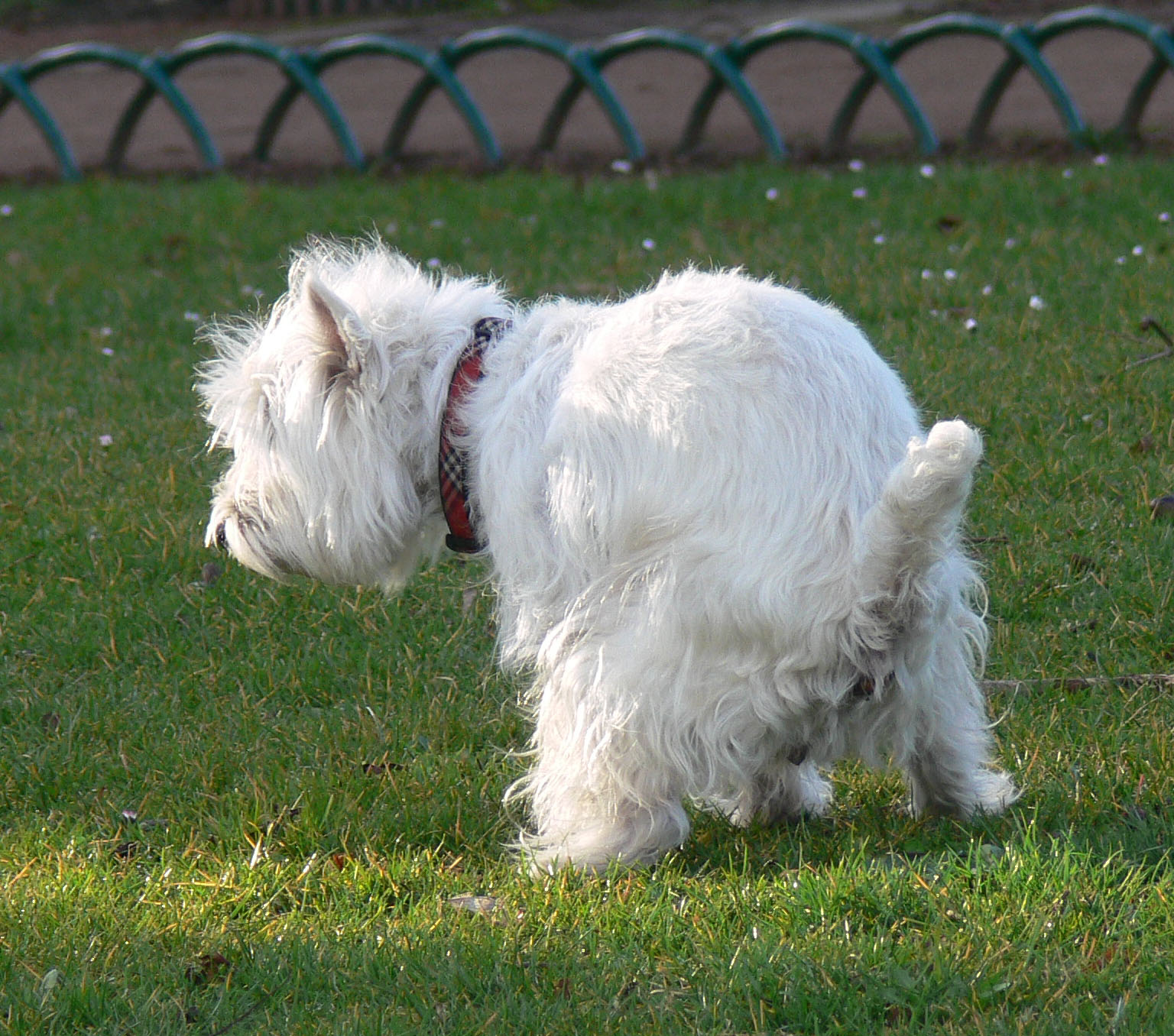
Selon les données disponibles, comme le chat, le chien pourrait être porteur asymptomatique du virus, et durant quelques jours le sécréter, via le mucus pulmonaire (narines), la bouche et les excréments. Des chercheurs recommandent mi 2007 d'intégrer chiens et chats dans la planification de la préparation à une pandémie. Ceci repose aussi la question de la gestion des excréments des animaux de compagnie.